# A Certain Scientific Railgun
A Certain Scientific Railgun (とある科学の超電磁砲?, To aru kagaku no Rērugan, lett. "Una certa scientifica railgun") è uno spin-off della light novel giapponese A Certain Magical Index, incentrato sulle avventure di Mikoto Misaka. Il manga di Railgun, scritto da Kazuma Kamachi e disegnato da Motoi Fuyukawa, è pubblicato da Square Enix ed è tuttora in corso di serializzazione dal numero di aprile 2007 della rivista Dengeki Daioh, pubblicato il 25 febbraio dello stesso anno.
Un adattamento ad anime basato sul manga è in corso di produzione dallo studio J.C.Staff con AT-X e Project Railgun dal 2009 e ad oggi conta tre stagioni: la prima, omonima al manga e costituita da 24 episodi, è andata in onda dal 2 ottobre 2009 al 19 marzo 2010 su Tokyo MX, nella sola area di Tōkyō, seguita con poco distacco da AT-X, che invece serve tutto il Giappone, e da altre reti; la seconda stagione, intitolata A Certain Scientific Railgun S è stata trasmessa su Tokyo MX dal 12 aprile al 27 settembre 2013, per un totale di 24 episodi. Il 29 ottobre 2010 è stato pubblicato un OAV collegato alla prima stagione, collocabile cronologicamente appena dopo la fine dell'arco narrativo del Level Upper. Una terza stagione, intitolata A Certain Scientific Railgun T è stata trasmessa dal 10 gennaio al 25 settembre 2020. Una quarta stagione è stata annunciata.

## Trama
La vicenda si svolge ad Academy City dove l'80% degli abitanti sono studenti che partecipano ad un programma particolare chiamato Brain Development Program, ma solo 7 studenti hanno raggiunto un livello elevato nel programma detto livello 5. Naturalmente tutto ambientato in un mondo in cui i poteri soprannaturali esistono tramite le scienze e la magia tramite la religione! La città potrà restare in pace o capiteranno avvenimenti strani?
L'anime segue la vita delle protagoniste, che verranno più volte coinvolte in eventi alquanto bizzarri ed inimmaginabili che non lasceranno allo spettatore momenti di noia.

## Personaggi

Le protagoniste della serie: da sinistra Uiharu Kazari, Ruiko Saten, Kuroko Shirai e Mikoto Misaka

Mikoto Misaka (御坂 美琴?, Misaka Mikoto)
Doppiata da: Rina Satō
Protagonista della serie, è la terza Esper di Livello 5 più forte della Città Accademica ed è soprannominata "Railgun", dal nome del suo attacco principale, e "Biri Biri" da Touma, di cui lei è innamorata. Frequenta la Tokiwadai, una delle più prestigiose scuole medie della Città Accademica e, talvolta, aiuta la sua compagna di stanza Kuroko assieme alle amiche Kazari e Ruiko a compiere delle missioni difficili per Judgment, di cui Kuroko fa parte, che si occupa della sicurezza nella città.
Kuroko Shirai (白井 黒子?, Shirai Kuroko)
Doppiata da: Satomi Arai
È compagna di stanza di Mikoto nella scuola media Tokiwadai e una delle protagoniste. Esper di livello 4 con l'abilità del Teletrasporto (空间移动?, Kūkan Idō, Movimento spaziale), è membro di Judgment, un gruppo speciale il cui compito è quello di mantenere la pace e l'ordine nella Città Accademica. Ha un ossessivo e perversa cotta per Mikoto, che chiama "Onee-sama" (sorellona) ed è alla ricerca costante di una possibilità di avere un rapporto fisico intimo con lei (che è raramente apprezzato). Tende a essere gelosa verso le altre persone che attirano l'attenzione di Mikoto, specialmente con Touma. Il potere del teletrasporto istantaneo le permette di teletrasportare ovunque se stessa e/o qualsiasi cosa che tocca, che abbia un peso totale massimo di circa 130-137 chilogrammi, entro un raggio di circa 81-85 metri. Porta in genere una fascia di chiodi intorno alla gamba, che teletrasporta per immobilizzare il nemico. Il teletrasporto di oggetti in altri oggetti le permette anche di tagliare oggetti duri come dei pilastri di cemento, con una semplice lastra di vetro. Uno svantaggio del suo potere è la concentrazione necessaria per eseguire il teletrasporto: qualsiasi disturbo che entra in contatto con la sua concentrazione rende i suoi poteri inutilizzabili.
Kazari Uiharu (初春 飾利?, Uiharu Kazari)
Doppiata da: Aki Toyosaki
Amica di Kuroko, Ruiko e, successivamente, di Mikoto, è un membro di Judgment e frequenta la scuola media Sakugawa. È una esper di livello 1 dai capelli corti e neri, sui quali indossa sempre una corona di fiori. Di solito timida e umile, la sua personalità può cambiare rapidamente fino a diventare eccessivamente entusiasta, soprattutto se riguarda la vita della classe superiore o, in particolar modo, ciò che coinvolge la scuola media Tokiwadai. Si dimostra abile più nelle ricerche al computer che nei combattimenti e per questo spesso rimane alla base a dare istruzioni a Kuroko, dimostrandosi molto utile se non essenziale. In diversi capitoli del manga, si scherza sul fatto che la sua capacità è quella di controllare le piante, tuttavia nell'anime viene rivelato che la sua capacità è Thermal Hand (定温保存?, Teion Hozon, "Conservazione temperatura fissa"), che mantiene tutto ciò che tocca a temperatura costante. Dal momento che lei non può gestire le cose calde o fredde, si limita a quelle tiepide.
Ruiko Saten (佐天 涙?, Saten Ruiko)
Doppiata da: Kanae Itō
È una esper di Livello 0, compagna di classe e amica di Kazari e una delle protagoniste della serie. Indossa un fiore sul lato sinistro dei suoi capelli, è piuttosto sfacciata, specie quando tende ad alzare a Kazari la gonna in pubblico e commentare le mutandine che indossa. Le piace informarsi sulle leggende metropolitane, la maggior parte delle quali si rivelano essere vere. Nonostante la sua personalità sfacciata, nel suo intimo è un po' avvilita dal fatto di non avere alcun potere. Quando sente delle voci riguardanti la diffusione di uno speciale strumento che aumenta i poteri esper chiamato "Level Upper", si imbatte per caso in tale strumento, che si rivela essere un brano mp3 che sfruttava i sensi per aumentare i poteri, e lo utilizza per invidia delle sue amiche, ma ciò la fa cadere in coma. Si riprende a poco a poco, grazie agli sforzi di Mikoto, Kazari e del creatore del Level Upper, Harumi Kiyama. Mentre è sotto l'influenza del Level Upper, ha mostrato che la sua capacità esper è quella di saper manipolare il vento. Questa esperienza l'ha resa più determinata a lavorare sodo per raggiungere l'ottenimento dei suoi poteri. Lei appare principalmente e per la prima volta in Railgun, anche se fa alcuni camei in A Certain Magical Index.

## Terminologia

### Esper e correlati
Esper (超能力者?, Chōnōryokusha)
Anche conosciuti come utilizzatori di poteri o psichici, gli esper sono persone che possono utilizzare poteri psichici o poteri sovranaturali. Una piccola parte di degli utilizzatori sono nati con poteri sovranaturali, mentre la maggior parte sono persone comuni che hanno il potenziale per ottenerli. Il Power Curriculum Program della Città-Studio, che fa uso dei test, studi, conferenze, medicinali, simulazioni corporee e ipnosi utilizzati per sbloccare i poteri di una persona, è uno dei mezzi per sviluppare poteri psichici nella gente comune con potenziale. La maggior parte degli esper sono capaci di utilizzare i loro poteri solo con il pensiero. A causa della differenze dei loro corpi da quelli dei normali umani e dei maghi, i loro corpi sono sottoposti a danni estremi se si tenta di usare magia.
Livello (レベル?, Reberu, Level)
Ogni esper della Città-Studio ne possiede uno. Esso, determinato da un test eseguito da un gruppo di scienziati sugli studenti ogni un certo periodo dell'anno, classifica gli esper per sviluppo e potenza delle loro abilità. Attualmente esistono 5 livelli e del livello 5, il più forte, vi sono solo sette persone, tra cui la protagonista Mikoto Misaka. Le persone che invece non hanno alcuna abilità esper sono classificate come livello 0: ne è un esempio Tōma Kamijō, in quanto la sua abilità Imagine Breaker non è riconosciuta né come esper, né come magica.
Campi AIM (AIM フィールド?, AIM Fīrudo)
I campi AIM sono segnali rilasciati inconsciamente dagli esper per le loro doti soprannaturali. Nella serie gli scienziati della Città-Studio al momento stanno ancora studiando questa misteriosa "forza" e gli effetti che può produrre.
Level Upper (レベルアッパー?, Reberu Appā)
È uno strumento creato dalla scienziata Harumi Kiyama per raggiungere lo scopo del suo progetto personale, ovvero salvare un gruppo di bambini rimasti in coma dopo un esperimento. Il Level Upper è un brano musicale che sfrutta la sinestesia per intaccare la psicologia di una persona. Esso, come dice il nome stesso, permette ad un esper che ascolta la melodia di aumentare il suo livello per un certo periodo di tempo e quindi anche le sue abilità. Tuttavia la conseguenza dell'utilizzo di tale strumento è quella di finire in uno stato comatoso, collegandosi con l'AIM Burst, una creatura creata da Kiyama per raccogliere i segnali AIM degli esper della Città Accademica.
AIM Burst (AIM バースト?, AIM Bāsuto)
L'AIM BURST è una creatura creata da Kiyama per raccogliere i segnali AIM dagli esper della Città Accademica. Dall'aspetto ricorda un feto, è azzurro, ha una specie di membrana trasparente intorno al corpo, delle corde(?) che gli pendono da dietro il collo e due iridi gialli con le sclere rosse. Viene battuto e distrutto da Misaka Mikoto.
Poltergeist (ポルターガイスト?, Porutāgaisuto)
Un Poltergeist descrive la condizione di un esper in cui lo stress emotivo fa sì che esprima il proprio potere inconsciamente. Questa espressione è spesso distruttiva per l'ambiente circostante e varia a seconda dell'esper e dei livelli raggiunti.

### Gruppi della Città-Studio
Judgment (ジャッジメント?, Jajjimento)
È un corpo che si occupa di tutte le questioni quotidiane all'interno della Città Accademica, dalla pulizia delle strade al ritrovamento di oggetti smarriti. Inoltre questo corpo, costituito da studenti, si occupa di fermare i criminali che agiscono nella città. Di Judgment fanno parte Kuroko Shirai e Kazari Uiharu.
Anti-Skill (アンチスキル?, Anchi sukiru)
È un corpo speciale corrispondente pressoché alla polizia che si occupa della sicurezza all'interno della Città-Studio. Come Judgment, si occupa anche di questioni minori, ma solitamente le questioni più critiche e pericolose vengono affidate ad Anti-Skill, mentre per quelle più semplici e meno pericolose se ne occupa Judgment. Anti-Skill, come dice il nome stesso, è stato probabilmente creato con lo scopo di controllare le azioni portate avanti dagli esper.
Skill-Out (スキルアウト?, Sukiru auto)
Si tratta di gruppi di livello 0 che si riuniscono con lo scopo di combattere gli esper con vari metodi per coprire il divario presente tra le due categorie. Essi affermano che in una città come la Città-Studio i livello 0 non hanno alcuna garanzia di poter vivere una vita normale, il che è il motivo che li spinge ad armarsi e combattere.

## Media

### Manga
Il manga A Certain Scientific Railgun (とある科学の超電磁砲?, To aru kagaku no Rērugan, Un certo scientifico railgun) è stato scritto da Kazuma Kamachi e disegnato da Motoi Fukuyama. Il manga è uno spin-off della serie di light novel di Kamachi A Certain Magical Index, pubblicata da ASCII Media Works. Ambientata nella futuristica Città-Studio dove gli studenti imparano a diventare esper con vari poteri, la storia segue Mikoto Misaka, una electromaster che è la terza tra i soli sette esper di Livello 5, e le sue amiche, collocandosi prima e durante gli eventi di A Certain Magical Index.
Il primo capitolo of Railgun fu pubblicato nel numero di aprile 2007 della rivista per manga Shōnen di ASCII Media Works Dengeki Daioh e i successivi sono stati serializzati mensilmente. Il primo tankōbon fu pubblicato da ASCII Media Works sotto l'etichetta Dengeki Comics il 10 novembre 2007. La serie, ancora in corso, conta per ora 20 volumi.
Seven Seas Entertainment ha acquisito i diritti per il manga in inglese e ha iniziato la pubblicazione della serie in Nord America partendo con il primo volume in giugno 2011.

### Anime
L'adattamento animato è stato prodotto da J.C.Staff a partire dal 2009 e diretto da Tatsuyuki Nagai, la composizione della serie è di Seishi Minakami, le musiche sono di Maiko Iuchi e I've Sound, il character design è curato da Yuichi Tanaka e l'arte e la regia del suono rispettivamente da Tomonori Kuroda e Jin Aketagawa.
Composto da 24 episodi ha iniziato la sua messa in onda su Tokyo MX dal 2 ottobre 2009, per poi concludersi il 19 marzo 2010, ed è stato successivamente mandato in onda il giorno dopo su Chiba TV, MBS, TV Saitama e TV Kanagawa, poi anche su AT-X. I primi 12 episodi seguono il manga da vicino, con alcune modifiche e alcuni episodi e personaggi originali dell'anime, mentre la seconda parte della serie è una nuova trama originale scritta dallo stesso Kazuma Kamachi. Un episodio bonus di cinque minuti è stato incluso al visual book ufficiale della serie pubblicato il 24 luglio 2010. Un episodio OAV è stato successivamente pubblicato il 29 ottobre 2010. La serie TV è stata poi pubblicata in otto DVD e Bluray in edizione limitata e regolare dal 29 gennaio al 27 agosto 2010.
Una seconda stagione, intitolata A Certain Scientific Railgun S è stata annunciata per aprile 2013. Il cast è lo stesso della prima stagione e le due sigle di apertura sono state interpretate da fripSide, come avvenuto anche per la prima stagione. La messa in onda è avvenuta dal 12 aprile al 27 settembre 2013 su Tokyo MX, per un totale di 24 episodi.
Una terza stagione, intitolata A Certain Scientific Railgun T è stata annunciata nell'ottobre 2018 per poi essere trasmessa dal 10 gennaio al 25 settembre 2020 su Tokyo MX per un totale di 25 episodi. Anche in questo caso il cast è invariato, le prime sigle di apertura e chiusura vengono interpretate rispettivamente da fripSide e Kishida Kyoudan & The Akeboshi Rockets.
Una quarta stagione è stata annunciata durante l'evento livestream "Dengeki Bunko Winter Festival 2025" il 16 febbraio 2025.
Funimation Entertainment ha concesso in licenza la serie per la distribuzione in Nord America nel 2011. In Italia, le prime due stagioni sono state pubblicate per la prima volta il 1º agosto 2019 sulla piattaforma Netflix, in seguito rimosse ad agosto 2023. La terza invece è disponibile tramite Crunchyroll.

### Videogiochi
Una visual novel basata su A Certain Scientific Railgun per PSP fu pubblicata l'8 dicembre 2011 in seguito a diversi rimandi per la pubblicazione, ed uscì inoltre in edizione speciale con inclusa una Figma figure di Kuroko Shirai.
Namco Bandai Games e Banpresto hanno prodotto un titolo crossover: Toaru Majutsu to Kagaku no Ensemble (とある魔術と科学の群奏活劇?, Toaru Majutsu to Kagaku no Ansanburu, lett. Un certo insieme magico e scientifico) sempre per PSP. Il gioco, i cui eventi avvengono pochi giorni prima di quelli del film A Certain Magical Index: The Movie －The Miracle of Endymion, fu pubblicato il 21 febbraio 2013.

### Altri media
Weiß-Schwarz ha adattato Index e Railgun in un gioco di carte collezionabili. Un visual book ufficiale di A Certain Scientific Railgun fu pubblicato il 24 luglio 2010, insieme a un DVD contenente un episodio bonus della durata di cinque minuti.

## Accoglienza
Nell'agosto 2010 è stato riportato che il manga A Certain Scientific Railgun ha venduto 2,45 milioni di volumi. La sigla di apertura della prima stagione dell'anime, "Only My Railgun", ha vinto come miglior colonna sonora agli Animation Kobe Awards del 2010.